# تيمدوغة (إيواريضن)
تيمدوغة هو دُوَّار يقع بجماعة سيدي بوخالف، إقليم أزيلال، جهة بني ملال خنيفرة في المملكة المغربية. ينتمي الدوّار لمشيخة إيواريضن التي تضم 12 دوار. يقدر عدد سكانه بـ 446 نسمة حسب الإحصاء الرسمي للسكان والسكنى لسنة 2004.

## روابط خارجية
- البوابة الوطنية للجماعات الترابية نسخة محفوظة 12 مارس 2018 على موقع واي باك مشين.
- المندوبية السامية للتخطيط